# Lesy
Lesy (deutsch Herzogwald, früher tschechisch Herčivald) ist ein aufgelassenes Dorf im Okres Opava in  Tschechien. Es lag in dem Gebiet, wo die Lobnig in die Mohra mündet, etwa anderthalb Kilometer westlich der Mohra auf 560 m Seehöhe. Seine Fluren sind Teil der Stadt Budišov nad Budišovkou.

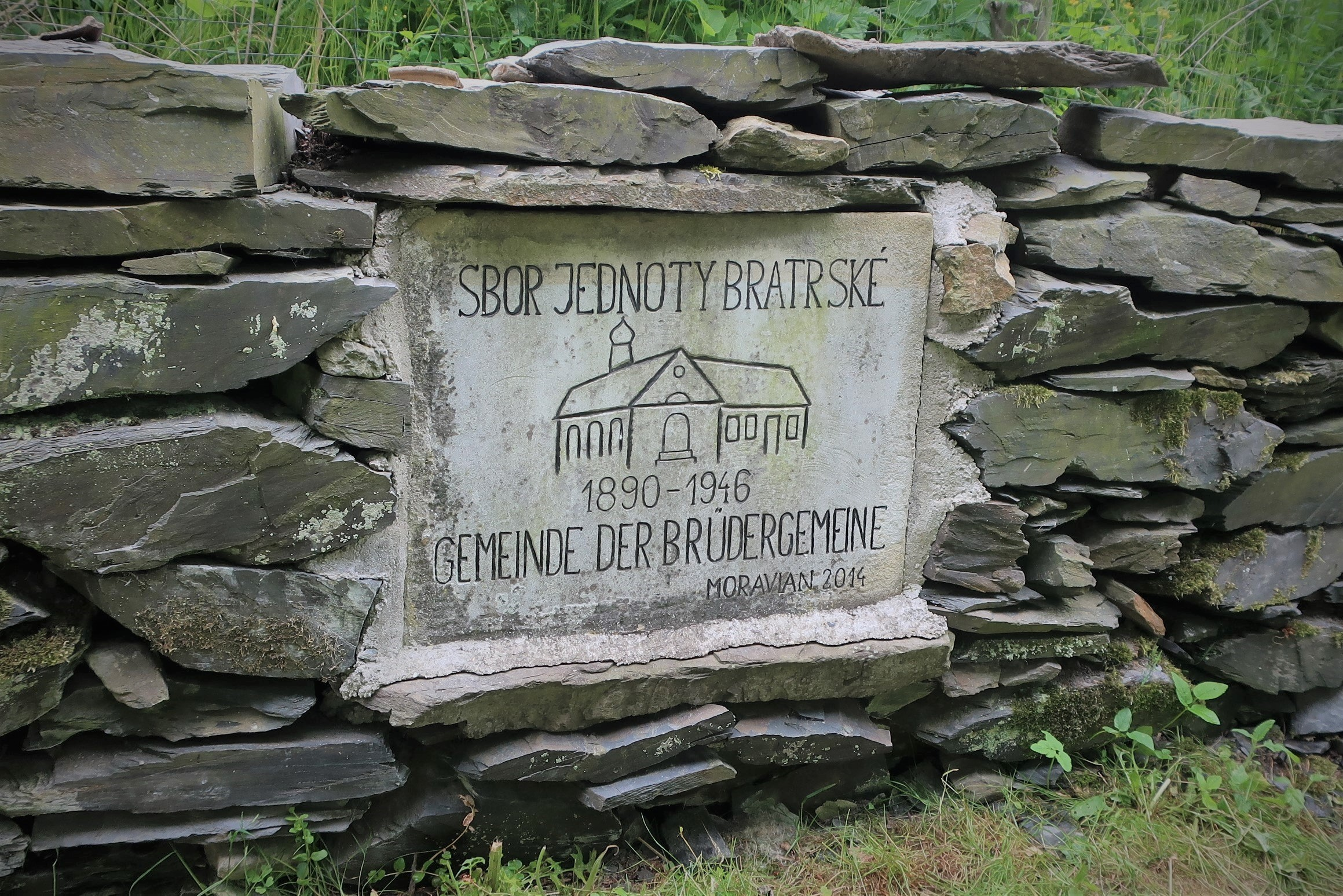
Denkmal im Herzogwald

## Geschichte
1944 gehörte Herzogwald zum Landkreis Bärn und hatte 629 Einwohner, die überwiegend von der Landwirtschaft lebten. 1946 wurden die deutschen Bewohner vertrieben.
Als den 1950er Jahren wurde mit dem Bau der Mohratalsperre begonnen wurde, mussten auch alle neuen Einwohner den Ort verlassen. 1983 war der Ort bis auf zwei Häuser eingeebnet und mit Wald bepflanzt worden. Das so entstandene Waldgebiet erhielt den Namen „Lesy“.
Koordinaten: 49° 50′ N, 17° 36′ O